# 高山茶梨
高山茶梨（学名：Anneslea fragrans var. alpine）为山茶科茶梨属下的一个变种。

## 扩展阅读
- 維基物種上的相關：高山茶梨